# Journée mondiale de la bicyclette
 (décembre 2024).

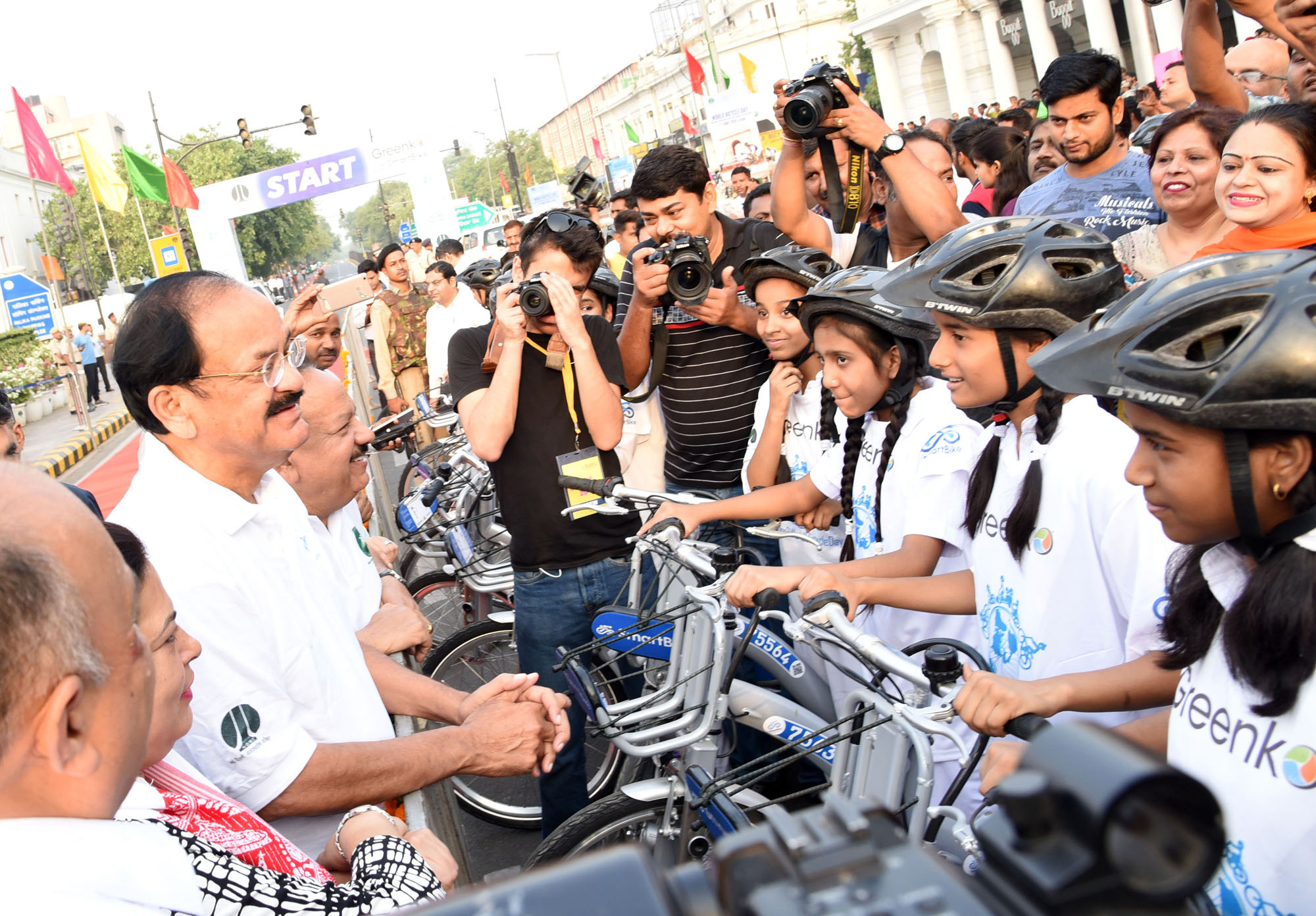
Rallye cycliste lors de la Journée mondiale de la bicyclette, 2018, New Delhi.

La Journée mondiale de la bicyclette est une journée internationale qui a lieu chaque année le 3 juin. Elle vise a promouvoir l'utilisation de la bicyclette et les infrastructures pour le cyclisme.

## Historique

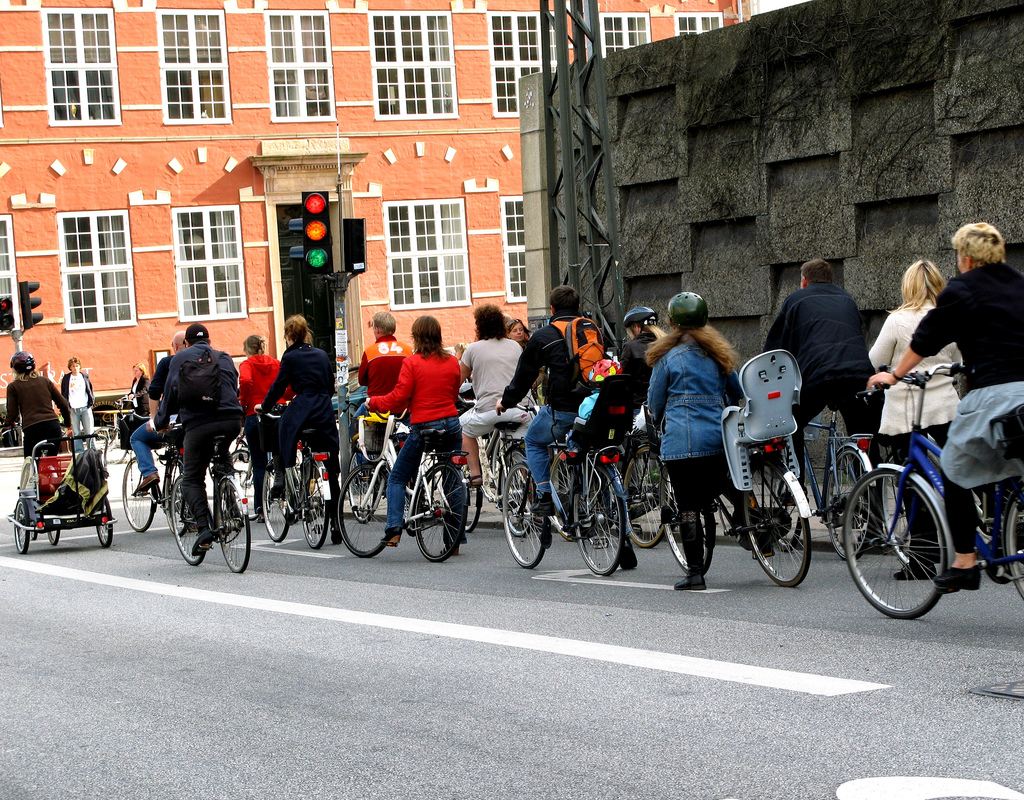
Cyclistes à Copenhague

À partir de février 2015, le professeur Leszek Sibilski (un spécialiste polonais des sciences sociales travaillant aux États-Unis) mène une campagne populaire avec sa classe de sociologie pour promouvoir une résolution de l'Organisation des Nations unies (ONU) pour la Journée mondiale du vélo. Il obtient le soutien du Turkménistan et de cinquante-six autres pays,.
Le 12 avril 2018, la résolution est adoptée par l'Assemblée générale des Nations unies.

## Signification
Selon l'ONU, cette journée internationale vise à attirer l'attention sur les bénéfices de l'utilisation de la bicyclette et des infrastructures pour le cyclisme, notamment en matière de santé, d'accessibilité et de respect de l'environnement,. L'utilisation de la bicyclette permet de « promouvoir le développement durable, enrichir l’éducation, notamment physique, des enfants et des jeunes, promouvoir la santé, prévenir les maladies, promouvoir la tolérance, la compréhension et le respect mutuels et faciliter l’insertion sociale et une culture de paix ».
Selon la résolution de l'ONU concernant la Journée mondiale de la bicyclette, « la bicyclette symbolise le transport durable et porte un message positif favorisant la consommation et la production durables, et que son usage a des retombées bénéfiques sur le climat ».